# КК Филозофски
КК Филозофски, српски кошаркашки клуб из Пала. Основан је у пролеће 1982. године, године у Подграбу код Пала.

## Историјат
На подстицај двојице момака који су играли кошарку у Прачи (Миодрага Бреза и Ивице Филиповића), дошло је до оснивања Кошаркашког клуба у Подграбу.
Тако је у мају 1982. године основан КК “Подграб”. У септембру исте године ушли су у круг такмичења. 
Предсједник Клуба био је Божо Вуковић, а секретар Миодраг Брезо. До такмичења су одржана два турнира, са екипама “Игманом”, “Вардом” Вишеград, “Радничким” Горажде и “Младошћу” из Рогатице. Од 1984. године, предсједник Клуба је Божо - Манга Короман. Нижу се успјеси у Подсавезу и заузимају друго или треће мјесто. У току рата престале су све активности као и у ФК Подграб.
Но послије грађанског рата, у септембру 1996. године, опет на подстицај Миодрага Бреза, Милана Коромана и Божа Вуковића, оживљен је рад КК Подграб.
Предсједник је постао Станко Короман, а технички руководилац Божо Вуковић. У то вријеме биле су двије лиге - Западна и Источна. Клуб се квалификовао у Источну лигу “мајсторицом” против “Вихора” из Братунца, а утакмица је одиграна у Зворнику, на неутралном терену. На даљим такмичењима заузели су четврто мјесто. Тиме су се по први пут пласирали у јединствену Лигу Републике Српске.
Финансијски разлози су диктирали да промијене име из Подграб у КК Српско Сарајево. Под новим именом, за три године заузимају од другог до четвртог мјеста Лиге РС. Утакмице су игране у дворани Факултета за физичку културу на Стамбулчићу. Касније су користили дворану у Власеници.
Године 1999. Клуб прелази у Другу лигу. И по трећи пут мијењају име, па су данас КК “Филозофски факултет” Пале, који се пласирао у Прву лигу.